# غاري مارك سميث
غاري مارك سميث (بالإنجليزية: Gary Mark Smith)‏ هو صحفي ومصور أمريكي، ولد في 27 أبريل 1956 في بنسيلفانيا في الولايات المتحدة.